# Politique alimentaire

Fermier qui tiens du riz à Sacramento Valley, en Californie.

La politique alimentaire est le domaine de la politique publique concernant la manière dont les aliments sont produits, transformés, distribués, achetés ou fournis. Les politiques alimentaires sont conçues pour influencer le fonctionnement du système alimentaire et agricole tout en garantissant les besoins en matière de santé humaine. Cela inclut souvent la prise de décisions concernant les techniques de production et de transformation, la commercialisation, la disponibilité, l'utilisation et la consommation des aliments, dans l'intérêt d'atteindre ou de promouvoir des objectifs sociaux. La politique alimentaire peut être promulguée à n'importe quel niveau, du local au mondial, et par une agence gouvernementale, une entreprise ou une organisation. Les responsables des politiques alimentaires s'engagent dans des activités telles que la réglementation des industries liées à l'alimentation, l'établissement de normes d'éligibilité pour les programmes d'assistance alimentaire pour les pauvres, la garantie de la sécurité de l'approvisionnement alimentaire, l'étiquetage des aliments et même la qualification d'un produit pour être considéré comme biologique.
La plupart des politiques alimentaires sont lancées au niveau national dans le but d'assurer un approvisionnement alimentaire sûr et adéquat pour les citoyens. Dans un pays en développement, la politique alimentaire a trois objectifs principaux : protéger les pauvres des crises, développer des marchés à long terme qui améliorent l'utilisation efficace des ressources et accroître la production alimentaire qui, à son tour, favorisera une augmentation des revenus.
La politique alimentaire comprend les mécanismes par lesquels les questions liées à l'alimentation sont traitées ou administrées par les gouvernements, y compris les organismes ou réseaux internationaux, et par des institutions publiques ou des organisations privées. Les producteurs agricoles portent souvent le fardeau du désir des gouvernements de maintenir les prix des denrées alimentaires suffisamment bas pour les populations urbaines croissantes. Les bas prix pour les consommateurs peuvent dissuader les agriculteurs de produire plus de nourriture, ce qui entraîne souvent la faim, de mauvaises perspectives commerciales et un besoin accru d'importations alimentaires.
Dans un pays plus développé comme les États-Unis, la politique alimentaire et nutritionnelle doit être considérée dans le contexte des préoccupations économiques régionales et nationales, des pressions environnementales, du maintien d'un filet de sécurité sociale, de la santé, de l'encouragement de l'entreprise privée et de l'innovation, et d'un paysage agraire dominé par des fermes mécanisées moins nombreuses et plus grandes. Les pays industrialisés s'efforcent de garantir que les agriculteurs gagnent des revenus relativement stables malgré les fluctuations des prix et de l'offre et les événements météorologiques défavorables. Le coût de la subvention des revenus agricoles est répercuté sur les consommateurs sous la forme de prix alimentaires plus élevés.

## Voir également
- Subvention agricole
- Nourriture
- Industrie alimentaire
- Santé globale
- Institut international de recherche sur les politiques alimentaires
- Let's Move!
- Nutrition
- Crise alimentaire mondiale de 2007-2008